# SWEETS FAIRIES
『SWEETS FAIRIES』（スウィーツフェアリーズ）、『Vary Peri』（バリ・ペリ）、または『幻変精霊蛋糕甜心』は、2012年11月10日から2013年2月18日まで放送されていた中国3DCGアニメ、全40話。